# Orchis intact
Neotinea maculata
Espèce
Statut CITES
L'orchis intact (Neotinea maculata), est une plante herbacée de la famille des Orchidaceae. C'est une orchidée terrestre sud-européenne à rhizomes.

## Description
De 10 à 30 cm, sa hampe florale porte des fleurs très petites (environ 5 mm), blanches au labelle portant 4 lobes étroits.

## Floraison
Mars à mai.

## Répartition
Sud de l'Europe : Portugal, Espagne, sud France, Corse, Sardaigne, Italie, Grèce.